# Max Walter Sieg
Max Walter Sieg (* 7. Mai 1904 in Halle (Saale); † 7. Juni 1968 in Berlin) war ein deutscher Schauspieler und Theaterregisseur.

## Leben
Max Walter Sieg besuchte das Gymnasium und begann in den 20er Jahren Theater zu spielen. Zunächst wirkte er an so obskuren Kleinstspielstätten wie der Sozialhygienischen Bühne in Berlin. In den 30er Jahren war er vor allem in Hannover (Deutsches Theater, Schauspielhaus) tätig. Während des Zweiten Weltkrieges fand Sieg vor allem am Komödienhaus Berlin Beschäftigung, in der letzten Kriegsspielzeit (1943/44) war er Mitglied einer kleinen Gastspielbühne (Tourneetheater).
Sieg spielte nach dem Zweiten Weltkrieg am Theater am Besenbinderhof Hamburg sowie bis 1953 an den Hamburger Kammerspielen. Anschließend ging er für zwei Jahre an das Deutsche Schauspielhaus Hamburg, wo er unter anderem als „Willie“ in Ulrich Bechers Feuerwasser, als „Szulski“ in Franz Pühringers Abel Hradscheck und sein Weib, als Hirte „Kuoni“ in Schillers Wilhelm Tell, als „Just“ in Lessings Minna von Barnhelm, als „Ratt“ in Tennessee Williams’ Camino Real sowie als „Baron von Gondremark“ in Jacques Offenbachs Pariser Leben auf der Bühne stand. 1955 wechselte er als Schauspieler und Bühnenregisseur ans Junge Theater in Hamburg, dem späteren Ernst Deutsch Theater.
Seit den frühen 1950er-Jahren war Sieg auch oft in Film- und Fernsehproduktionen zu sehen. Sein erster Filmauftritt erfolgte 1951 im österreichischen Drama Das gestohlene Jahr mit Oskar Werner und Ewald Balser. In den Folgejahren spielte er in verschiedenen Kinofilmen wie der Heinz-Rühmann-Komödie Keine Angst vor großen Tieren, im Kriminalfilm Geständnis unter vier Augen mit Hildegard Knef, in Wolfgang Schleifs Abbe-Biographie Made in Germany – Ein Leben für Zeiss mit Carl Raddatz in der Hauptrolle sowie im Edgar-Wallace-Krimi Die toten Augen von London, in Fernsehinszenierungen von Bühnenstücken wie Vern Sneiders Die Geishas des Captain Fisby und in Adaptionen von Literaturvorlagen wie Émile Zolas Thérèse Raquin und Franz Kafkas Das Schloß. In der Fernsehserie Gestatten, mein Name ist Cox hatte Sieg neben Günter Pfitzmann eine wiederkehrende Rolle. Daneben arbeitete er umfangreich als Sprecher für Hörspiele und Filmsynchronisation.
Sieg war mit der Opernsängerin und Gesanglehrerin Else Schürhoff (1898–1960) verheiratet. Die Tochter Ursula ist ebenfalls als Schauspielerin tätig. Siegs Großnichte ist die US-amerikanische Mezzo-Sopranistin Stephanie Houtzeel.

## Filmografie
- 1951: Das gestohlene Jahr
- 1952: Königin der Arena
- 1952: Lockende Sterne
- 1953: Blume von Hawaii
- 1953: Die Geishas des Captain Fisby
- 1953: Keine Angst vor großen Tieren
- 1953: Unter den Sternen von Capri
- 1953: Das Nachtgespenst
- 1954: Geld aus der Luft
- 1954: Geständnis unter vier Augen
- 1954: Tanz in der Sonne
- 1955: Die bösen Männer
- 1955: Die Husaren kommen
- 1955: Eine Handvoll Shilling
- 1955: Vatertag
- 1956: Das salomonische Frühstück
- 1956: Hurra – die Firma hat ein Kind
- 1956: Thérèse Raquin
- 1957: Lemkes sel. Witwe
- 1957: Made in Germany – Ein Leben für Zeiss
- 1958: Nachtschwester Ingeborg
- 1959: Die Nacht vor der Premiere
- 1959: Verbrechen nach Schulschluß
- 1960: Adam und die Kurse
- 1960: Die verkaufte Braut
- 1960: Empfohlenes Haus
- 1961: Die toten Augen von London
- 1961: Gestatten, mein Name ist Cox (TV-Serie, 1. Staffel)
- 1961: Siegfrieds Tod
- 1962: Das Schloß
- 1962: Nacht der offenen Tür
- 1963: Das Glück läuft hinterher
- 1963: Signor Rizzi kommt zurück
- 1964: Amédée - oder Die Kunst des Schuhputzens
- 1964: Campingplatz
- 1964: Hotel zur Erinnerung
- 1965: Das Feuerzeichen
- 1965: Das Strafquartett: Ein Knastical
- 1965: Die Chinesische Mauer
- 1966: Hinter diesen Mauern
- 1966: Die Ermittlung
- 1966: Die venezianische Tür
- 1967: Antitoxin
- 1967: Der Tod des Iwan Iljitsch
- 1967: Die Frau des Fotografen oder Die große Liebe
- 1968: Das Rätsel von Piskov
- 1968: Gold für Montevasall
- 1968: Polizeirevier 21

## Hörspiele
- 1951: Die siebzehn Kamele; NWDR; Regie: Hans Gertberg
- 1951: Geronimo und die Räuber; NWDR; Regie: Fritz Schröder-Jahn
- 1951: „Utropische“ Legende; NWDR Hamburg 1951; Regie: Fritz Schröder-Jahn
- 1951: Seltsames Verhör; NWDR Hamburg; Regie: Fritz Schröder-Jahn
- 1951: Die Dame mit dem Schottenhütchen; NWDR Hamburg; Regie: Fritz Schröder-Jahn
- 1951: Die Butterblume; NWDR Hamburg; Regie: Hans Rosenhauer
- 1952: Der König von Albanien; NWDR Hamburg; Regie: Fritz Schröder-Jahn
- 1952: Der Tiger Jussuf; NWDR Hamburg; Regie: Kurt Reiss
- 1953: Dat Motiv; NWDR Hamburg; Regie: Günter Jansen
- 1954: Maaruf; RB; Regie: Armas Sten Fühler
- 1954: Die gigantische Maschine - von Zwergen bedient; NWDR; Regie: Wolfgang Schwade
- 1954: Ehekrise; SWF; Regie: Karlheinz Schilling
- 1954: Herkules und der Augiasstall; NWDR Hamburg; Regie: Gert Westphal
- 1954: Geh nicht nach El Kuwehd; SWF; Regie: Karl Peter Biltz
- 1954: Maschine „F“ wie Freiheit; NWDR Hannover; Regie: Hans Rosenhauer
- 1955: Heinrich Böll: Anita und das Existenzminimum – Regie: Fritz Schröder-Jahn (NWDR 1955)
- 1955: Der blaue Strohhut; SWF; Regie: Gerd Beermann
- 1955: Scrabs sind nicht zu Hause; NWDR Hamburg; Regie: S. O. Wagner
- 1955: Prozeßakte Vampir (5 Teile); NWDR Hamburg; Regie: Hans Gertberg
- 1956: Der glühende Robert; RB; Regie: Günter Siebert
- 1957: Land in weiter Ferne; RB; Regie: Carl Nagel
- 1957: Der Patenttopf; NDR; Regie: Hanns Farenburg
- 1958: Soll Persepolis vernichtet werden?; RB; Regie: Günter Siebert
- 1959: Der Kater, der auf der Stange sitzt, erzählt vom Hund; RB; Regie: Charlotte Niemann
- 1959: Ricardos sanfte Träume; RB; Regie: Hans Rosenhauer
- 1960: Ausnahmezustand; NDR; Regie: Fritz Schröder-Jahn
- 1961: Salto mortale; NDR; Regie: Fritz Schröder-Jahn
- 1964: Arme Jennifer; SDR; Regie: Gerd Beermann
- 1964: Die Zerstörung Roms; SDR; Regie: Gerd Beermann
- 1965: Ein Mann, gegen den man vorgeht; NDR; Regie: Jiri Horcicka